# 极度深寒
《极度深寒》是一款由Darkworks开发、育碧软件发行的生存恐怖游戏。游戏中玩家扮演美国海岸警卫队队员汤姆·汉森，他被派遣调查一艘神秘的俄国捕鲸船“东方精灵”，当时该船航行在白令海峡上。汉森发现该船已被有敌意的俄国士兵和体内充满怪异寄生生物Exocel的丧尸占领，展开了他的冒险。
游戏中有不少恐怖元素，比如开门时丧尸会扑过来。游戏中还引入了体力槽系统，玩家作常规动作如奔跑时，体力会减少。